# Liodesmus
Liodesmus è un genere di pesci ossei estinto, appartenente agli amiiformi. Visse nel Giurassico superiore (Kimmeridgiano - Titoniano, circa 150 - 145 milioni di anni fa) e i suoi resti fossili sono stati ritrovati in Germania.

## Descrizione
Lungo non oltre 12 centimetri, questo pesce era molto più piccolo della maggior parte dei suoi stretti parenti, come Caturus, Furo e Ophiopsis. Il corpo era allungato, dotato di una pinna dorsale triangolare e leggermente arretrata. Le pinne pelviche erano piccole e posizionate appena prima della pinna dorsale, mentre la pinna anale era piccola e appuntita, anche se leggermente più grande di quelle pelviche. La pinna caudale era frastaglia e leggermente eterocerca, con un lobo superiore più grande e dotato di forti scaglie. La testa era piuttosto corta e robusta in relazione al corpo, e le mascelle sottili erano dotate di piccoli denti aguzzi. La mandibola possedeva l'estremità anteriore leggermente ricurva verso l'alto. Il preopercolo, infine, era stretto e a forma di mezzaluna.

## Classificazione
Il genere Liodesmus venne istituito da Wagner nel 1859, e ad esso appartengono due specie (L. gracilis e L. sprattiformis) provenienti dal ben noto giacimento di Solnhofen in Germania. Liodesmus appartiene agli amiiformi, attualmente rappresentati dalla sola specie Amia calva del Nordamerica. A causa delle sue notevoli caratteristiche distintive, questo genere è stato incluso in una famiglia a sé stante, i Liodesmidae. 

## Paleobiologia
Benché di piccole dimensioni, Liodesmus doveva essere un pesce predatore, come denotato dalla morfologia delle fauci. In ogni caso, Liodesmus sembrerebbe essere stato un componente abbastanza raro della laguna di Solnhofen. 